# 데스 위시 3
《데스 위시 3》(영어: Death Wish 3)은 1985년에 개봉한 미국의 액션 스릴러 영화이다. 마이클 위너가 세 번째이자 마지막으로 연출한 데스 위시 시리즈 영화이다. 찰스 브론슨 등이 출연하였고, 메나헴 골란 등이 제작에 참여하였다. 대한민국 개봉명은 《데드 위시》이다.
《데스 위시 4》(1987)로 이어진다.

## 출연
- 찰스 브론슨
- 데버라 래핀
- 에드 로터
- 마틴 볼섬
- 머리나 서티스
- 개븐 오헐리히
- 앨릭스 윈터

## 기타 제작진
- 공동 제작: 마이클 위너
- 협력 제작: 마이클 케이건
- 미술: 피터 멀린스